# 言語音
言語音（げんごおん、英: speech sound）は言語（speech）として発せられた音（sound）である。
「動物の発する音」すなわち声には様々な種類がある。例えば悲鳴や咳、くしゃみはヒトの発声器官から出る音であり声である。声のうちヒトが言語として発したものが言語音である。それ以外は非言語音と総称される。すなわち「言語音 ⊂ 声 ⊂ 音」の関係にある。
言語音は分節的かつ組織的という特徴がある。
物理的な音を「音（おと）」というのに対し、単に「音（おん）」ともいう。